# MTV Movie & TV Award de la meilleure performance dans une série télévisée
Le MTV Movie & TV Awards de la meilleure performance dans une série télévisée (Best Performance in a Show) est une récompense télévisuelle décernée chaque année depuis 2017 par MTV Movie & TV Awards. La catégorie a fait ses débuts en 2017 lorsque la cérémonie a commencé à célébrer conjointement le cinéma et la télévision.

## Palmarès

### Années 2010
- 2017 : Millie Bobby Brown – Stranger Things (Netflix)[1]
  - Emilia Clarke – Game of Thrones (HBO)
  - Gina Rodriguez – Jane the Virgin (The CW)
  - Jeffrey Dean Morgan – The Walking Dead (AMC)
  - Mandy Moore – This Is Us (NBC)
  - Donald Glover – Atlanta (FX)
- 2018 : Millie Bobby Brown – Stranger Things[2],[3]
  - Darren Criss – American Crime Story : The Assassination of Gianni Versace
  - Katherine Langford – 13 Reasons Why
  - Issa Rae – Insecure
  - Maisie Williams – Game of Thrones
- 2019 : Elisabeth Moss — The Handmaid's Tale : La Servante écarlate[4]
  - Emilia Clarke — Game of Thrones
  - Gina Rodriguez — Jane the Virgin
  - Jason Mitchell — The Chi[n 1],[5]
  - Kiernan Shipka — Les Nouvelles Aventures de Sabrina

### Années 2020
- 2021 : Elizabeth Olsen — WandaVision
  - Michaela Coel — I May Destroy You
  - Asmaa Abulyazeid (en) – Miss Farah (MBC4)
  - Emma Corrin — The Crown
  - Elliot Page — Umbrella Academy
  - Anya Taylor-Joy — Le Jeu de la dame